# Isabel Santos
Maria Isabel Coelho Santos (Valbom, 12 febbraio 1968) è una politica portoghese, europarlamentare per tre mandati (2005-2009, 2011-2015 e 2015-2019). Il suo lavoro si concentra principalmente sulla politica estera.

## Biografia
Isabel Santos è nata il 12 febbraio 1968 nella cittadina di Valbom, nel comune di Gondomar. Dopo il diploma di scuola superiore, ha studiato relazioni internazionali e ha conseguito una laurea specialistica in sociologia. È poi entrata a far parte dell'amministrazione comunale di Matosinhos, sobborgo di Porto, dove ha inizialmente lavorato nell'ufficio del sindaco. In seguito, ha diretto il dipartimento delle risorse umane dell'amministrazione.

## Carriera politica

### Ingresso nella politica portoghese
Nei primi anni 2000, Santos si unì al Partito Socialista, ricoprendo per un certo periodo la carica di vicesegretario generale. Alle elezioni legislative del 2005, vinse un seggio per il PS nella circoscrizione di Porto. Nella X legislatura, fece parte delle commissioni per il lavoro/affari sociali, l'economia e la salute. Dal 2009 al 2011, Santos fu rappresentante del governo (Governadora Civil) nel distretto di Porto. Fu anche consigliera comunale di Gondomar dal 2009 al 2013.
Alle elezioni legislative anticipate del 2011, si è ricandidata nella circoscrizione di Porto e ha vinto un seggio. Nella dodicesima legislatura, ha fatto parte delle commissioni Bilancio/Finanze, Agricoltura/Affari marittimi e Lavoro/Affari sociali. 
Ha inoltre mantenuto il suo mandato alle elezioni legislative del 2015. Nella XIII legislatura, Santos è stata membro della Commissione per gli affari esteri e le comunità portoghesi e della Commissione per il lavoro e gli affari sociali. Durante il mandato legislativo, oltre ai suoi doveri parlamentari, è stata anche delegata del Parlamento portoghese presso l'Assemblea parlamentare dell'OSCE. Lì, ha ricoperto la carica di vicepresidente dell'Assemblea dal 2016 al 2019 e ha presieduto la Commissione per la democrazia, i diritti umani e le questioni umanitarie. Come presidente della commissione, ha anche guidato missioni di osservazione elettorale dell'OSCE, tra cui le elezioni federali in Germania del 2017 e le elezioni di medio termine negli Stati Uniti d'America del 2018.

### Passaggio al Parlamento europeo
Per le elezioni europee del 2019, il Partito Socialista portoghese (PS) ha candidato Santos all'ottavo posto della sua lista. Alle elezioni, i socialisti hanno ottenuto nove dei 21 seggi portoghesi con il 33,4%, garantendo a Santos l'accesso diretto al Parlamento europeo. Come gli altri candidati del PS, si è unita al gruppo S&D. Per il gruppo, Santos è membro della Commissione per gli affari esteri e della Sottocommissione per i diritti umani e membro sostituto della Commissione per le libertà civili, la giustizia e gli affari interni.